# Autobahnring Nanning
Der Autobahnring von Nanning (chinesisch 南宁绕城高速公路, Pinyin Nánníng ràochéng gāosù gōnglù, englisch Nanning Ring Expressway), chin. Abk. G7201, ist ein lokaler Autobahnring rund um die Stadt Nanning im Autonomen Gebiet Guangxi. Er ist 80 km lang. Auf Teilen des Autobahnrings verlaufen die Autobahnen G72, G75, G80 und G7211.